# هیساناری یامادا
یامادا هیساناری (۱۳ ژانویه ۱۹۰۷–۱۵ دسامبر ۱۹۸۷) دیپلمات و سیاستمدار ژاپنی بود. او به عنوان نهمین وزیر آژانس محیط زیست ژاپن خدمت کرد و چهار دوره نماینده مجلس نمایندگان این کشور بود.
پدر او یامادا هیساتارو، رئیس سابق تاکائوکا شیمپو (هوکوریکو شیمبون کنونی) بود.

## زندگی‌نامه
او در سال ۱۹۰۷ در کیوتو متولد شد. اصالت خانوادگی‌اش به ناحیه هیگاشی‌تونامی در استان تویاما بازمی‌گشت؛ منطقه‌ای که بعدها به شهر فوکونو و سپس به شهر نانتو تبدیل شد. تحصیلات متوسطه خود را در مدرسه راهنمایی و دبیرستان پورت آرتور به پایان رساند و در سال ۱۹۲۹ از دانشکده حقوق دانشگاه امپراتوری توکیو فارغ‌التحصیل شد. پس از آن به وزارت امور خارجه پیوست.
از جمله هم‌دوره‌ای‌های او می‌توان به کوئیچیرو آسامی (سفیر ژاپن در ایالات متحده) و کاتسومی اونو (سفیر ژاپن در بریتانیا) اشاره کرد. او پس از خدمت در سمت‌هایی چون معاون وزیر امور خارجه و سفیر فوق‌العاده و تام‌الاختیار ژاپن در اتحاد جماهیر شوروی، در سی‌ویکمین انتخابات عمومی مجلس نمایندگان در سال ۱۹۶۷ از ناحیه هشتم پیشین توکیو نامزد شد و به عضویت مجلس برگزیده گردید.
او در سال ۱۹۷۳ به سمت معاون پارلمانی وزیر امور خارجه منصوب شد و سپس در سال ۱۹۷۷ در کابینه فوکودا تاکئو ـ که پس از ترمیم دوباره شکل گرفت ـ به عنوان وزیر آژانس محیط زیست فعالیت کرد. در انتخابات سال ۱۹۷۹ شکست خورد و از عرصه سیاست کناره‌گیری نمود. در سال ۱۹۸۰ نشان درجه یک خورشید تابان به وی اعطا شد. او در ۱۵ دسامبر ۱۹۸۷ در سن ۸۰ سالگی درگذشت.

## فعالیت حرفه‌ای
- ۱۹۲۸ (۳ شووا) – قبولی در آزمون عالی خدمات دیپلماتیک.
- ۱۹۲۹ (۴ شووا) – فارغ‌التحصیل از دانشکده حقوق دانشگاه امپراتوری توکیو (رشته علوم سیاسی) و ورود به وزارت امور خارجه؛ مأمور کارآموز در وزارت خارجه بریتانیا.
- ۱۹۳۲ (۷ شووا) – انتصاب به سمت کارمند کمکی دیپلماتیک.
- ۱۹۳۴ (۹ شووا) – مأمور دفتر معاهدات؛ مسئول رسیدگی به مسئله حق انتفاع ارضی دائمی.
- ۱۹۳۷ (۱۲ شووا) – خدمت نظامی به عنوان ستوان دوم تدارکات ارتش.
- ۱۹۳۸ (۱۳ شووا) – مأموریت در سفارت ژاپن در جمهوری چین؛ مشارکت در مذاکرات مربوط به حل مناقشه چین و ژاپن.
- ۱۹۳۹ (۱۴ شووا) – کارمند اداره امور آسیای شرقی (کُوا-این).
- ۱۹۴۰ (۱۵ شووا) – رئیس بخش دوم اداره آسیای وزارت امور خارجه.
- ۱۹۴۲ (شووا ۱۷) – رئیس بخش‌های بازرسی و امور عمومی اداره کل وزارت امور شرق آسیا.
- ۱۹۴۴ (شووا ۱۹) – همزمان به‌عنوان افسر اطلاعاتی اداره اطلاعات کشور منصوب شد.
- ۱۹۴۵ (شووا ۲۰) – مشاور وزارت امور خارجه و رئیس اداره چهارم مدیریت.
- ۱۹۴۶ (شووا ۲۱) – رئیس بخش اقتصادی اداره مدیریت و سپس رئیس بخش سیاسی دفتر مرکزی ارتباطات پس از جنگ؛ مسئول مذاکرات با ستاد عالی متفقین (GHQ) دربارهٔ تصفیه مشاغل عمومی و انحلال زایباتسو.
- ۱۹۴۸ (شووا ۲۳) – معاون دفتر مرکزی هماهنگی ارتباطات.
- ۱۹۴۹ (شووا ۲۴) – به دلیل سیاست‌های شیده یوشیدا (نخست‌وزیر)، همراه با گروهی از دیپلمات‌ها به اتاق مشورتی منتقل شد.
- ۱۹۵۲ (شووا ۲۷) – بازنشستگی از وزارت خارجه؛ سپس مدیرکل اداره روابط خارجی استان توکیو.
- ۱۹۵۵ (شووا ۳۰) – با کناره‌گیری یوشیدا از قدرت، به وزارت خارجه بازگشت و به عنوان سفیر فوق‌العاده و تام‌الاختیار در ایران منصوب شد.
- ۱۹۵۸ (شووا ۳۳) – قائم‌مقام اداری وزارت امور خارجه.
- ۱۹۶۰ (شووا ۳۵) – مشارکت در مذاکرات مربوط به تجدید پیمان امنیتی ژاپن و ایالات متحده.
- ۱۹۶۱–۱۹۶۳ (شووا ۳۶–۳۸) – سفیر فوق‌العاده و تام‌الاختیار ژاپن در اتحاد جماهیر شوروی (همزمان سفیر در رومانی).
- ۱۹۶۴ (شووا ۳۹) – بازنشستگی از وزارت خارجه.
- ۱۹۶۷ (شووا ۴۲) – انتخاب به‌عنوان نماینده مجلس نمایندگان از حزب لیبرال دموکرات (ناحیه هشتم پیشین توکیو).
- ۱۹۶۷ – عضو هیئت‌رئیسه کمیسیون ویژه مسائل اوکیناوا.
- ۱۹۷۲ (شووا ۴۷) – عضو کمیسیون ویژه مجلس نمایندگان دربارهٔ اوکیناوا و مسائل شمالی.
- ۱۹۷۳ (شووا ۴۸) – عضو هیئت‌رئیسه کمیسیون بازرگانی و صنعت مجلس نمایندگان؛ معاون پارلمانی وزارت امور خارجه در کابینه دوم تاناکا کاکوئی (ترمیم اول)؛ رئیس شورای امور خارجی حزب لیبرال دموکرات.
- ۱۹۷۶ (شووا ۵۱) – عضو کمیسیون امور خارجی مجلس نمایندگان.
- ۱۹۷۷ (شووا ۵۲) – وزیر آژانس محیط زیست ژاپن؛ همچنین به عنوان شهروند افتخاری شهر فوکونو برگزیده شد.
- ۱۹۷۹ (شووا ۵۴) – شکست در انتخابات سی‌وپنجم مجلس نمایندگان و کناره‌گیری از سیاست.
- ۱۹۸۰ (شووا ۵۵) – دریافت نشان بزرگ درجه یک خورشید تابان (勲一等旭日大綬章).

## کتابشناسی
- دیپلمات رک‌گو (انتشارات کنگو، ۱۹۶۶)
- یورش به «دالان نفتی» شوروی (گاکن، ۱۹۸۰)
- مسئله سرزمین‌های شمالی